# I tre da Ashiya
I tre da Ashiya (Flight from Ashiya) è un film del 1964 diretto da Michael Anderson.
È un film d'avventura statunitense a sfondo propagandistico con Yul Brynner, Richard Widmark e George Chakiris. È basato sul romanzo del 1959 di Elliott Arnold. Ambientato nei primi anni 1960, narra della missione di un equipaggio dell'Air Force che deve salvare alcuni civili giapponesi bloccati nel mare in tempesta.

## Produzione
Il film, diretto da Michael Anderson su una sceneggiatura di Elliott Arnold e Waldo Salt con il soggetto dello stesso Arnold (autore del romanzo), fu prodotto da Harold Hecht per la Harold Hecht Films e la Daiei Motion Picture Company e girato a Kyoto, Osaka, Tachikawa e Tokyo in Giappone, e, per alcune scene, a Roma.

## Distribuzione
Il film fu distribuito negli Stati Uniti il 25 marzo 1964 dalla United Artists con il titolo Flight from Ashiya.
Alcune date delle altre uscite internazionali sono state:
- in Finlandia il 1º maggio 1964 (Valmiina nousuun)
- in Germania Ovest il 6 maggio 1964 (Wir warten in Ashiya)
- in Danimarca il 21 maggio 1964 (S.O.S. Ashiya)
- in Francia il 22 maggio 1964
- in Austria nel luglio del 1964 (Wir warten in Ashiya)
- in Giappone (Ashiya kara no hiko)
- in Portogallo (Águias do Pacífico)
- in Grecia (Epiheirisi 'Hays')
- in Spagna (Patrulla de rescate)
- in Francia (Les trois soldats de l'aventure)
- in Ungheria (Menekülés Ashiyából)
- in Brasile (Sacrifício Sem Glória)
- in Italia (I tre da Ashiya)

## Promozione
La tagline è: "Plunge into hell with the most fearless breed of men on earth!".

## Critica
Secondo il Morandini è "un film di propaganda abilmente mascherato dietro un congegno narrativo di azione spettacolare" alimentato da una grossa produzione e da un cast di prestigio.
Secondo Leonard Maltin il film è un "lento intreccio" dalla "sceneggiatura rigida" in cui solo il cast di grandi nomi può attrarre.